# 伊號第二十一潛艦
伊号第二一潜水舰（日語：イごうだい21せんすいかん）是大日本帝国海军伊一五型潜水舰的4号舰。

## 舰历
- 1939年（昭和14年） 根据 《第三次海軍補充计划（通称(3)计划）》建造
  - 1月7日 开工建造
- 1941年7月15日 竣工。竣工后不久太平洋战争爆发。遂以第6舰队所属舰的身份参加作战行动。参加美国西海岸沿岸通商破坏作战并击沉商船2艘。之后依靠其所搭載的水上機，对太平洋的各个岛屿进行偵察行动。
- 1942年 以南太平洋为中心活動，在所罗门群岛附近击沉驱逐舰1艘、商船3艘。之后前往瓜达尔卡纳尔岛执行运输任务。
- 1943年初 在澳大利亚东岸附近海域通商破坏共取得击沉商船4艘的战果。之后暂时退回日本本土接受补给和修正，此后转为执行向战场运送补给任务。
  - 11月27日 在此之后下落不明
- 1944年2月4日 美國海軍弗萊徹級驅逐艦Charrette（英语：USS Charrette (DD-581)）在马绍尔群岛将其击沉。
  - 4月30日 除籍。

## 历代舰长

### 艤装員長
- 入江達 中佐：1941年1月31日 -

### 艦長
- 入江達 中佐：1941年7月15日 -
- 松村宽治 中佐：1941年10月31日 -
- 稻田洋 中佐：1943年3月16日 -

## 同名舰
关于昭和2年（1927年）竣工的初代伊号第二一型潜水舰请参见伊一二一型潜水舰。